# كرويسوس

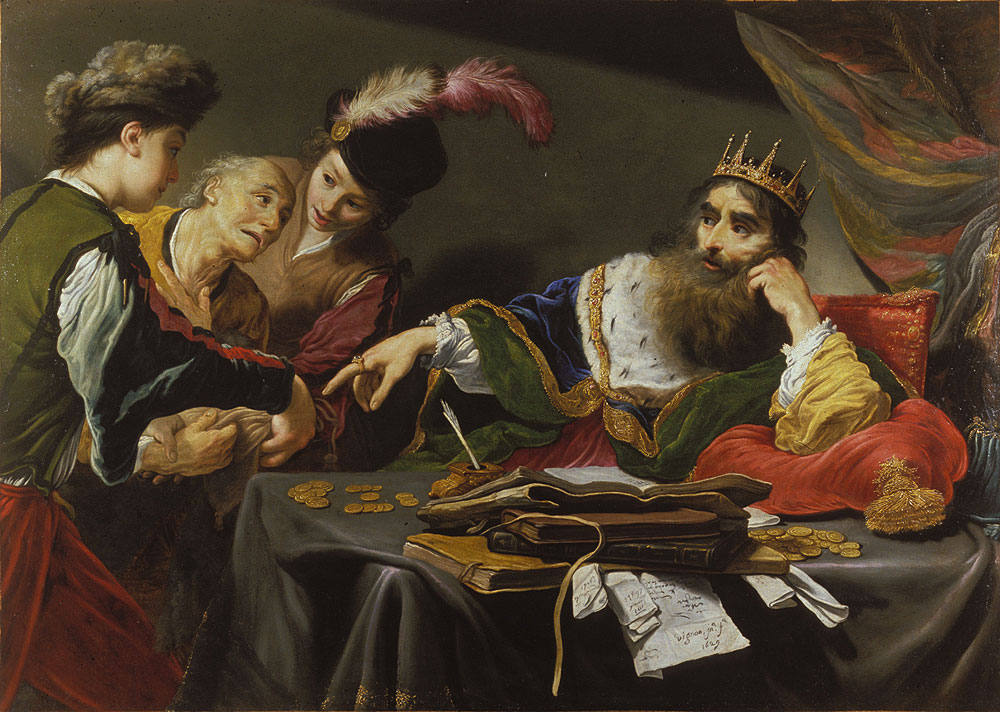
كرويسوس يتلقى الجزية من أحد أتباعه، بريشة كلود فينيون

كرويسيوس هو ملك ليديا من الأسرة الميرمنادية، وحكم بين عامي 560 – 546 ق م وكان قد خلف والده ألياتس الثاني بعد أن خاض حربا مع أخيه غير الشقيق، وأكمل فتح أيونيا بالسيطرة على إفسوس وميليتوس وأماكن أخرى، ومد الإمبراطورية حتى نهر هاليس. وجمع ثروة من التجارة كانت مضرب الأمثال واستخدم جزءا منها في تأمين التحالفات مع الدول الإغريقية التي مدت جيشه بأساطيلهم.

## سقوط كرويسيوس
بعد سقوط الإمبراطورية الميدية عام 549 ق م وجد كرويسوس نفسه في مواجهة قوة جديدة صاعدة هي قورش ملك الفرس، وقام بالتصدي له مع نابونيدوس البابلي، فشكل الملكان حلفا مع بعضهما وأمدتهم مصر بالجنود وإسبرطة بالسفن، لكن التحالف انهزم بمناورات قورش السريعة وخيانة يوريباتوس من إفسوس، الذي هرب إلى فارس مع الذهب الذي ائتمن عليه وخان التحالف، اتجه كرويسوس نحو حدود إمبراطوريته وحقق انتصارا مبدأيا، ولكن الحظ انقلب عليه وأجبر على التراجع نحو سارديس، فتبعه قورش واجتاح المدينة.

## حكايات كرويسوس

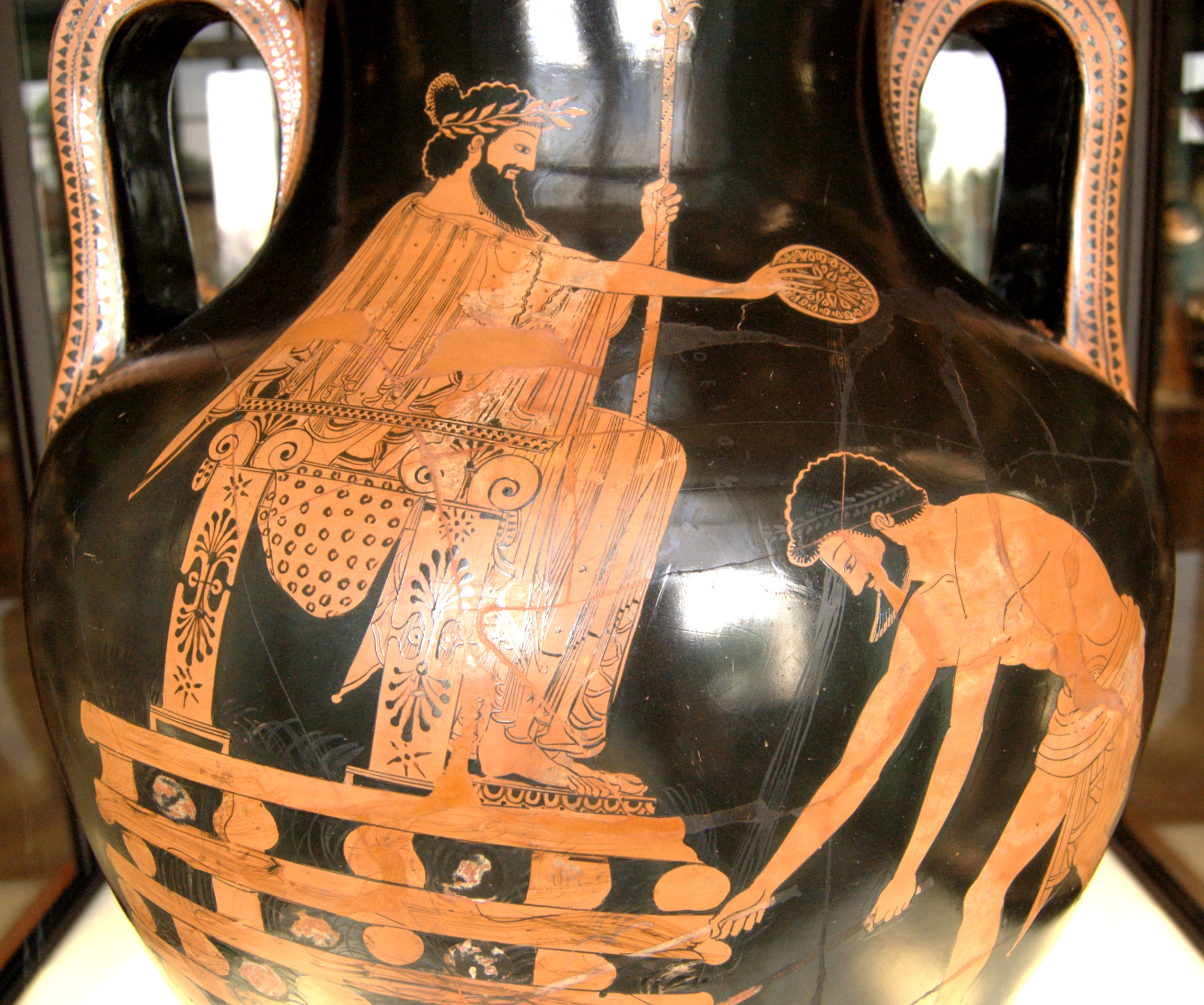
إناء مصور عليه محاولة كرويسوس لحرق نفسه

العديد من الحكايات يرويها عنه الإغريق، واشهرها عن زيارة الحكيم سولون الذي أعطاه درسا أرشده عن آلهة الانتقام التي تنتظر عند كل ثروة كبيرة، وقد رواها هيرودوتس.
هناك قصيدة مكتشفة من تأليف باخيليدس يقول فيها أن كرويسوس أراد الهروب بأن يحرق نفسه وثروته في محرقة جنائزية مثل ساراكوس آخر ملوك آشور، ولكنه وقع في يدي قورش قبل أن ينفذ مبتغاه، وهناك نسخة أخرى من القصة رواها هيرودوت من مصادر ليدية ونقلها عنه كسينوفون، وفيها حكم قورش على سجينه بأن يحرق حيا، وهي طريقة موت غير متناسبة مع احترام الفرس للنار، وأتى أبولو لإنقاذ عابده التقي وصرخ كرويسوس باسم سولون فكان سببا في نجاته.
أما المؤرخ كتيسياس الذي استعمل مصادر فارسية فلم يقل شيئا عن محاولة حرق كرويسوس، ووقال أنه انتقل إلى بلاط قورش حيث سلم حكم باريني في ميديا، وهناك أجزاء من عمود في معبد أرتميس موجود الآن في المتحف البريطاني موجود عليها كتابة تذكارية من قبل كرويسوس في اليونان.